# Caracol Televisión
Caracol Televisión je kolumbijska televizijska mreža u vlasništvu Grupo Valorem. Osnovana je 1969. godine.

## Televizijski kanali
- Caracol
- Caracol HD
- Caracol HD2
- Novelas Caracol
- Canal Época
- Caracol Internacional
- Blu Radio
- La Kalle HD

## Vanjske poveznice
- Službena stranica